# 芒特奧本 (印地安納州富蘭克林縣)
芒特奧本（英語：Mount Auburn）是位於美國印地安納州富蘭克林縣的一個非建制地區。該地的面積和人口皆未知。